# 宗正增一
蛇夫座61，又名BD+02 3390，HD 161270、SAO 122690、HR 6609，是蛇夫座的一颗恒星，视星等为6.17，位于銀經27.5，銀緯16.04，其B1900.0坐标为赤經17h 39m 32.7s，赤緯+2° 16.04′ 21″。